# Elecciones al Parlamento de Navarra de 2019
Las elecciones al Parlamento de Navarra de 2019 se celebraron el domingo 26 de mayo de 2019, de acuerdo con el decreto de convocatoria de elecciones dispuesto el 1 de abril de 2019 y publicado en el Boletín Oficial de Navarra el día siguiente. Se eligieron los 50 diputados de la x legislatura del Parlamento de Navarra, mediante un sistema proporcional (método D'Hondt) con listas cerradas y un umbral electoral del 3%.

## Sistema electoral
En las elecciones al Parlamento de Navarra se eligen 50 parlamentarios mediante escrutinio proporcional plurinominal con listas cerradas. La circunscripción electoral es única y comprende todo el territorio de Navarra. La asignación de escaños a las listas electorales se realiza mediante el sistema D'Hondt. La barrera electoral para poder optar al reparto de escaños es del 3% de los votos válidos (suma de los votos a candidatura y los votos en blanco). Desde la reforma de la LOREG de 2007 en las elecciones autonómicas de todas las comunidades autónomas las candidaturas deben presentar listas electorales con una composición equilibrada de hombres y mujeres, de forma que cada sexo suponga al menos el 40% de la lista.

## Resultados
Los resultados completos se detallan a continuación:
| Elecciones al Parlamento de Navarra de 2019 | Elecciones al Parlamento de Navarra de 2019        | Elecciones al Parlamento de Navarra de 2019 | Elecciones al Parlamento de Navarra de 2019 | Elecciones al Parlamento de Navarra de 2019 |
| Candidatura                                 | Candidatura                                        | Votos                                       | %                                           | Escaños                                     |
| ------------------------------------------- | -------------------------------------------------- | ------------------------------------------- | ------------------------------------------- | ------------------------------------------- |
|                                             | Navarra Suma (NA+)                                 | 127 346                                     | 36,57                                       | 20                                          |
|                                             | Partido Socialista de Navarra-PSOE (PSN-PSOE)      | 71 838                                      | 20,63                                       | 11                                          |
|                                             | Geroa Bai (GBai)                                   | 60 323                                      | 17,32                                       | 9                                           |
|                                             | Euskal Herria Bildu (EH Bildu)                     | 50 631                                      | 14,54                                       | 7                                           |
|                                             | Podemos (Podemos)                                  | 16 518                                      | 4,74                                        | 2                                           |
|                                             | Izquierda-Ezkerra (I-E(n))                         | 10 472                                      | 3,01                                        | 1                                           |
|                                             |                                                    |                                             |                                             |                                             |
|                                             | Vox (Vox)                                          | 4546                                        | 1,31                                        | 0                                           |
|                                             | Equo-Partido Verde Europeo (Equo)                  | 1597                                        | 0,46                                        | 0                                           |
|                                             | Representación Cannábica de Navarra (RCN-NOK)      | 1251                                        | 0,36                                        | 0                                           |
|                                             | Libertad Navarra (LN)                              | 502                                         | 0,14                                        | 0                                           |
|                                             | Solidaridad y Autogestión Internacionalista (SAIn) | 438                                         | 0,13                                        | 0                                           |
| Votos en blanco                             | Votos en blanco                                    | 2731                                        | 0,78                                        | n/a                                         |
| Votos válidos                               | Votos válidos                                      | 348 193                                     | 100,00                                      | 50                                          |
| Votos nulos                                 | Votos nulos                                        | 2169                                        | Participación: · \| \| 72,18 % \| 3,92%     | Participación: · \| \| 72,18 % \| 3,92%     |
| Votantes                                    | Votantes                                           | 350 370                                     | Participación: · \| \| 72,18 % \| 3,92%     | Participación: · \| \| 72,18 % \| 3,92%     |
| Electores                                   | Electores                                          | 485 405                                     | Participación: · \| \| 72,18 % \| 3,92%     | Participación: · \| \| 72,18 % \| 3,92%     |
|                                             | 72,18 %                                            |                                             |                                             |                                             |

### Resultados por merindades

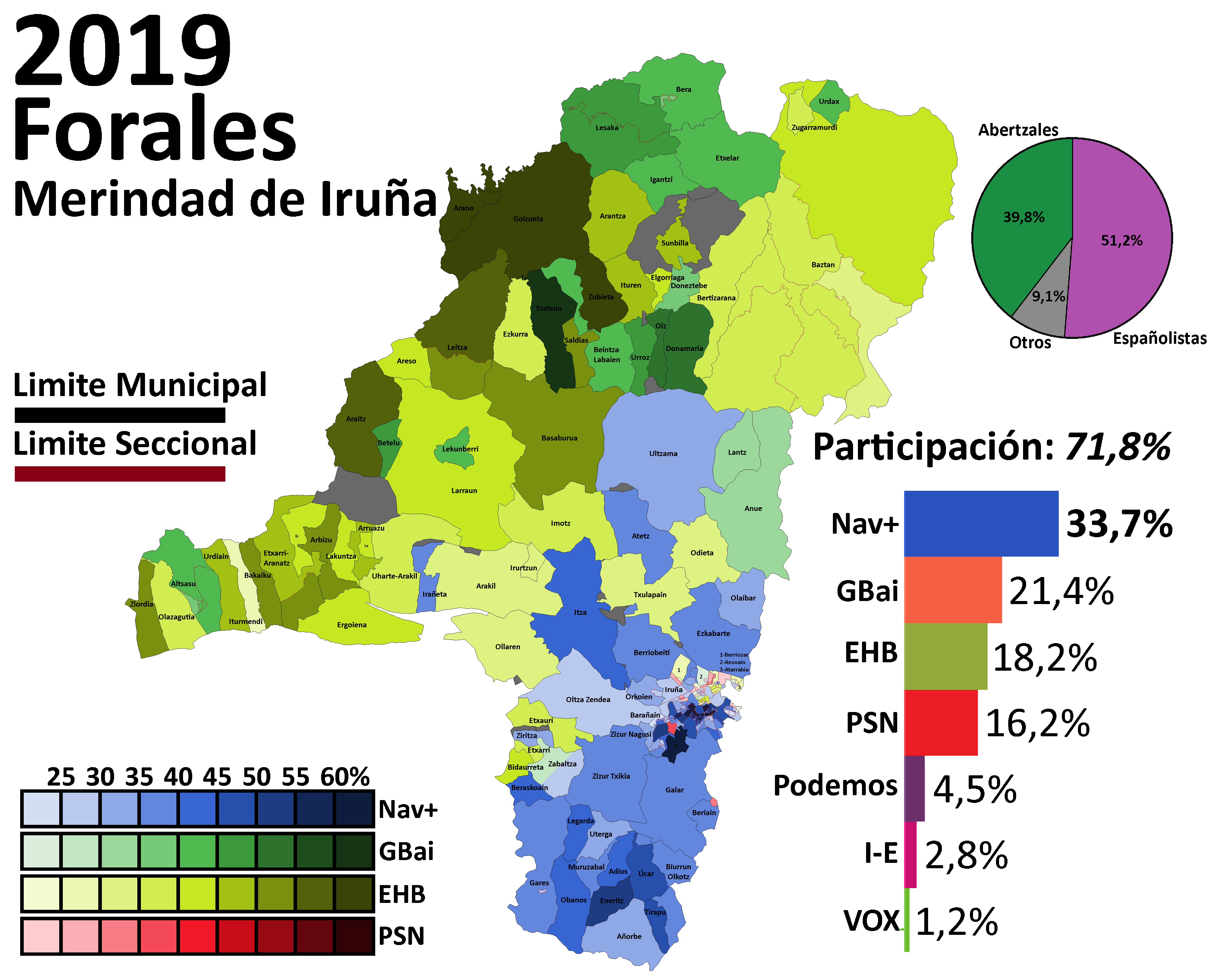
Resultados del 26M en la Merindad de Pamplona

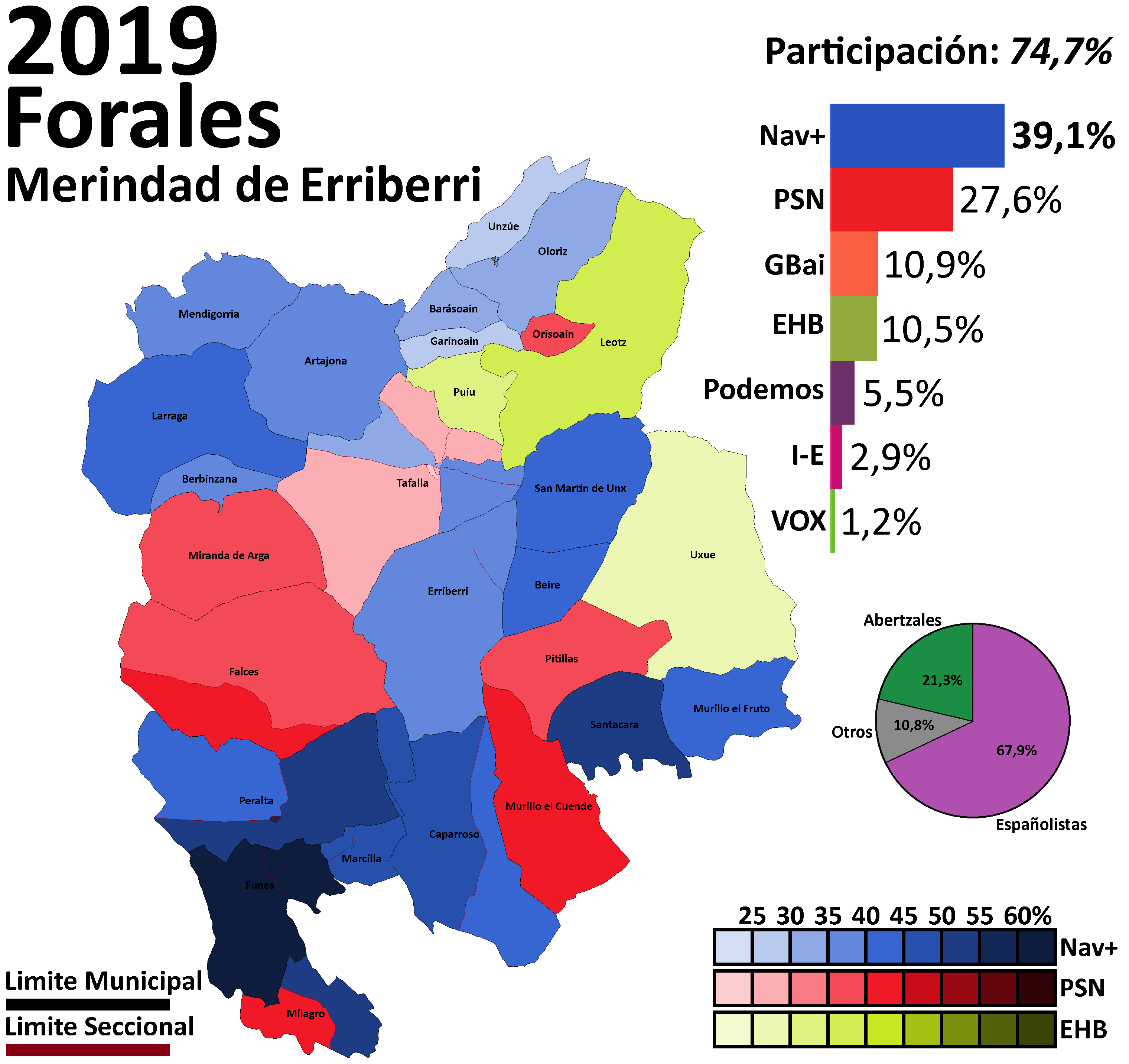
Resultados del 26M en la Merindad de Olite

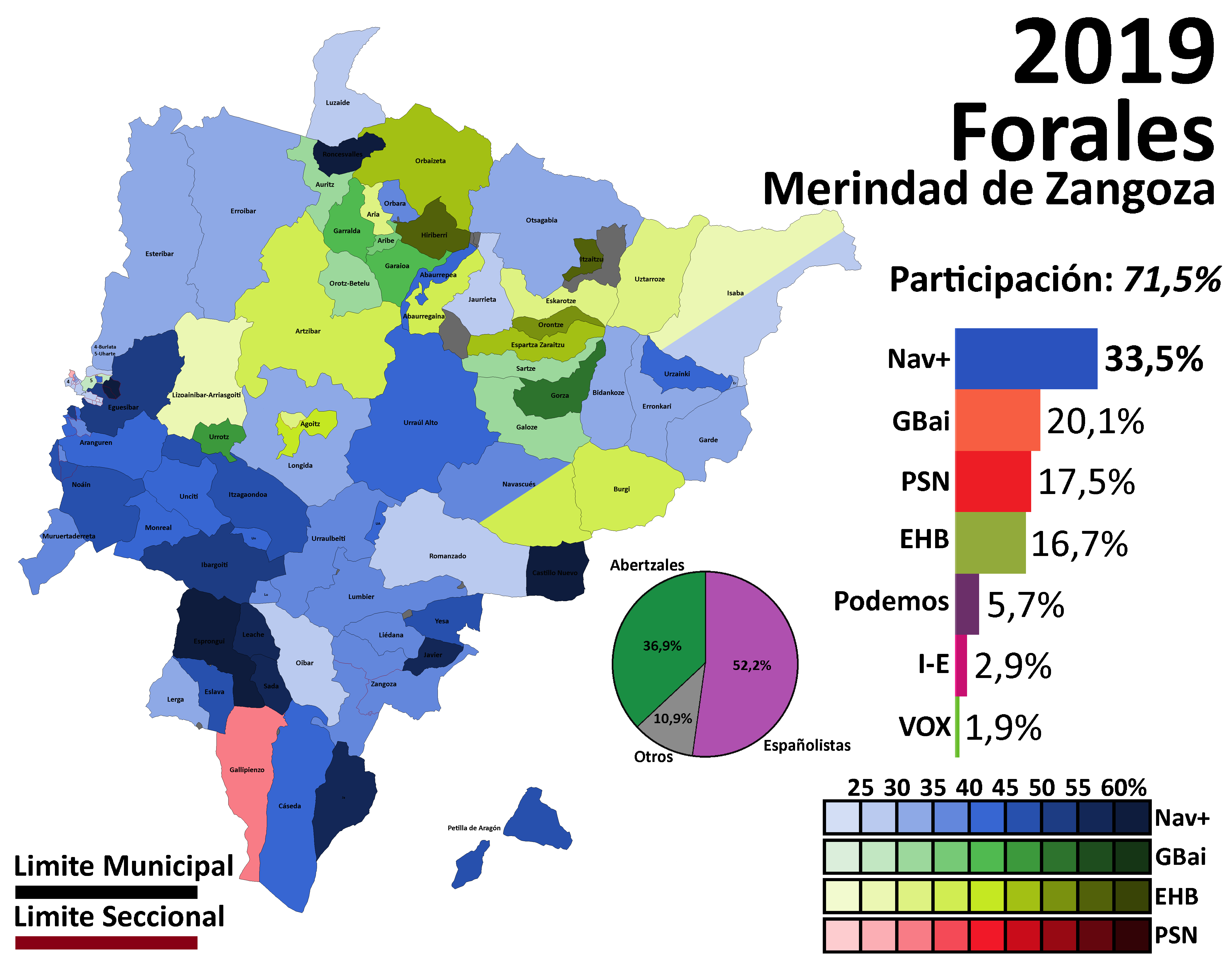
Resultados del 26M en la Merindad de Sangüesa

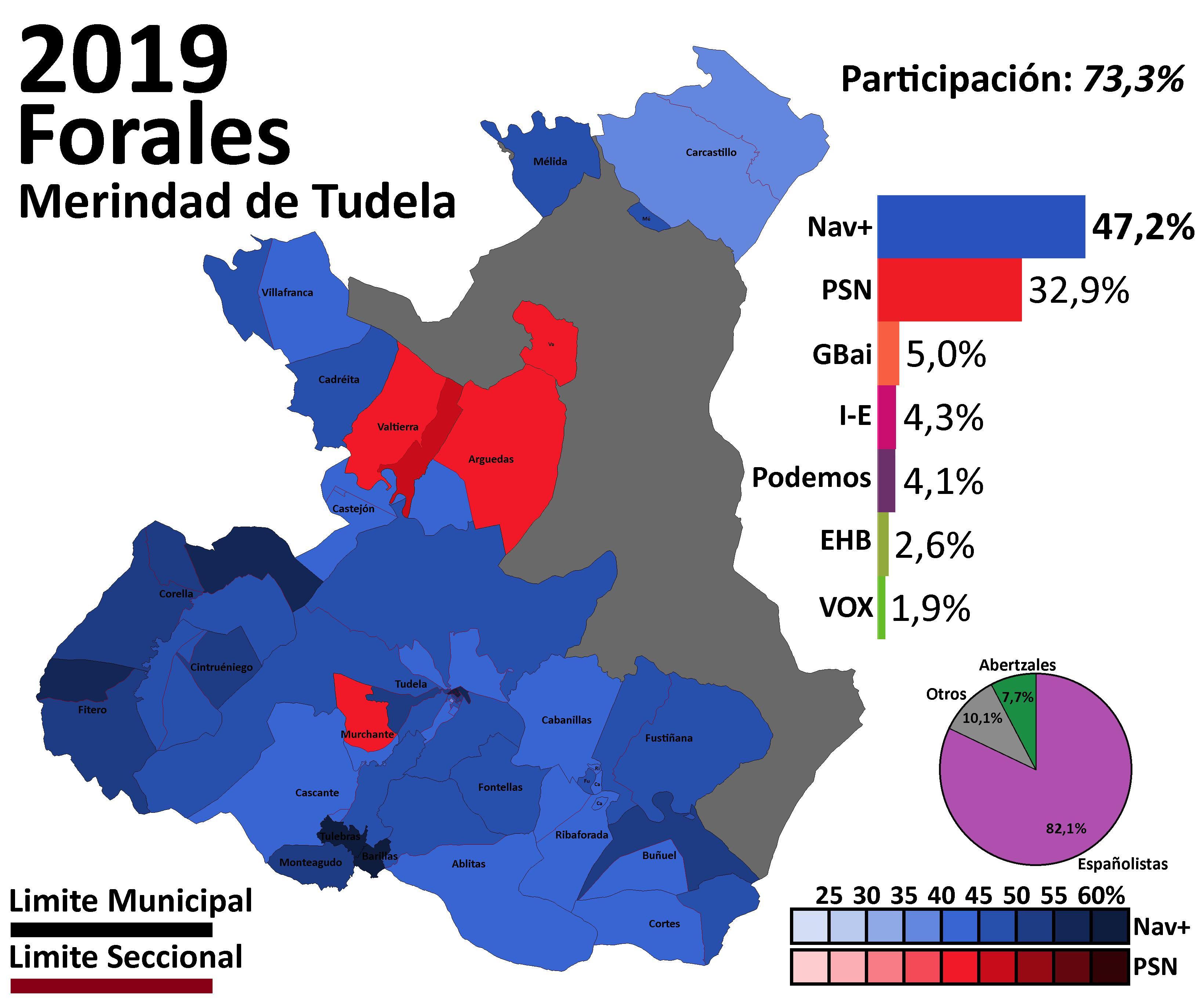
Resultados del 26M en la Merindad de Tudela

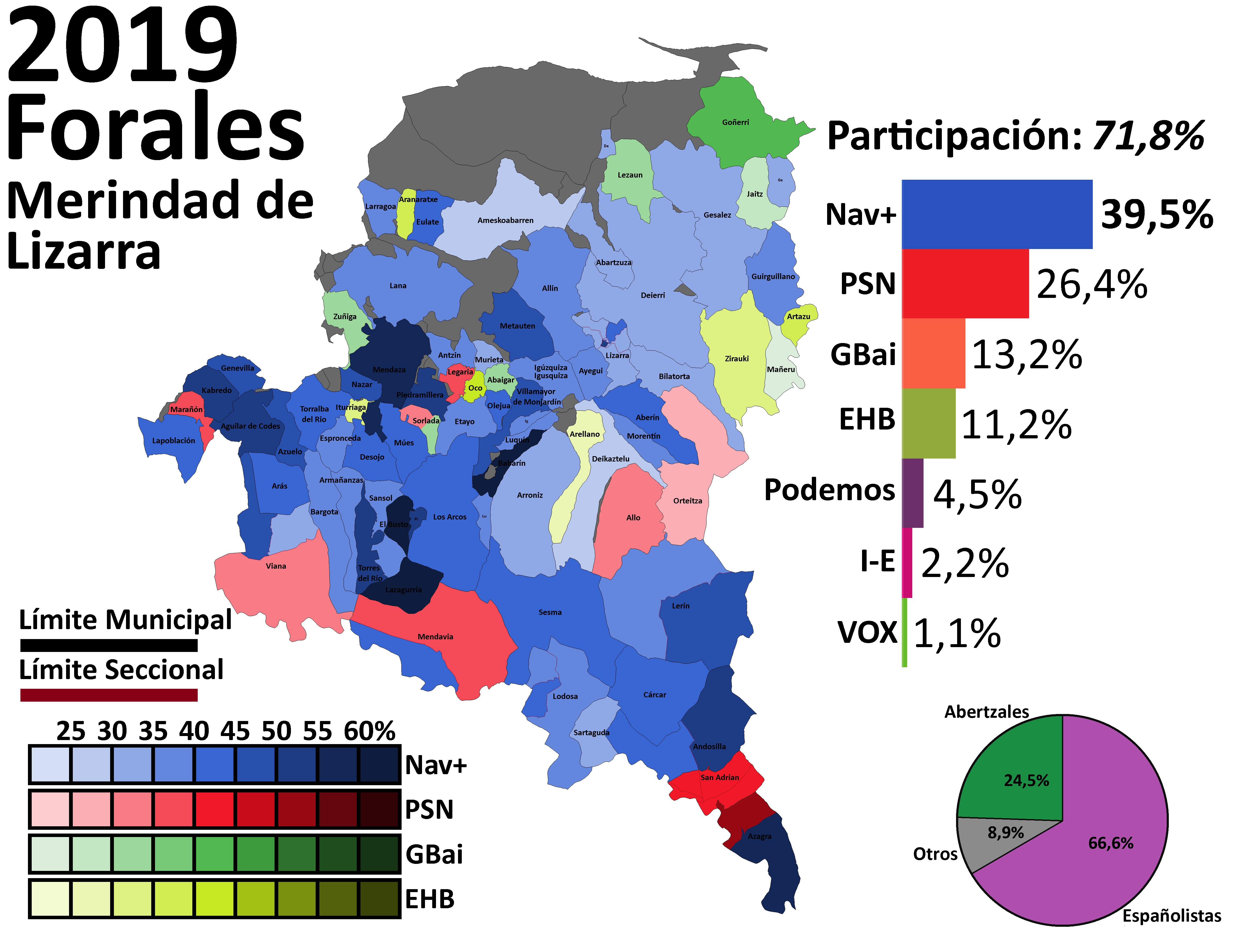
Resultados del 26M en la Merindad de Estella

| Elecciones al Parlamento de Navarra de 2019 | Elecciones al Parlamento de Navarra de 2019 | Elecciones al Parlamento de Navarra de 2019 | Elecciones al Parlamento de Navarra de 2019 | Elecciones al Parlamento de Navarra de 2019 | Elecciones al Parlamento de Navarra de 2019 |
| Merindad                                    | Ganador                                     | Segundo                                     | Tercero                                     | Cuarto                                      | Quinto                                      |
| ------------------------------------------- | ------------------------------------------- | ------------------------------------------- | ------------------------------------------- | ------------------------------------------- | ------------------------------------------- |
| Pamplona                                    | NA+                                         | Geroa Bai                                   | EH Bildu                                    | PSN                                         | Podemos                                     |
| Olite                                       | NA+                                         | PSN                                         | Geroa Bai                                   | EH Bildu                                    | Podemos                                     |
| Sangüesa                                    | NA+                                         | Geroa Bai                                   | PSN                                         | EH Bildu                                    | Podemos                                     |
| Tudela                                      | NA+                                         | PSN                                         | Geroa Bai                                   | I-E (n)                                     | Podemos                                     |
| Estella                                     | NA+                                         | PSN                                         | Geroa Bai                                   | EH Bildu                                    | Podemos                                     |

## Diputados electos
Relación de diputados electos:
| N.º | Nombre                                  | Lista | Lista    |
| --- | --------------------------------------- | ----- | -------- |
| 1   | José Javier Esparza Abaurrea            |       | NA+      |
| 2   | María Victoria Chivite Navascués        |       | PSN-PSOE |
| 3   | María Jesús Valdemoros Erro             |       | NA+      |
| 4   | Uxue Barkos Berruezo                    |       | GBai     |
| 5   | Bakartxo Ruiz Jaso                      |       | EH Bildu |
| 6   | Carlos Pérez Nievas López de Goicoechea |       | NA+      |
| 7   | Ramón Alzórriz Goñi                     |       | PSN-PSOE |
| 8   | José Suárez Benito                      |       | NA+      |
| 9   | Unai Hualde Iglesias                    |       | GBai     |
| 10  | Yolanda Ibáñez Pérez                    |       | NA+      |
| 11  | Adolfo Araiz Flamarique                 |       | EH Bildu |
| 12  | María Inmaculada Jurio Macaya           |       | PSN-PSOE |
| 13  | Marta Álvarez Alonso                    |       | NA+      |
| 14  | Koldo Martínez Urionabarrenetxea        |       | GBai     |
| 15  | Cristina Ibarrola Guillen               |       | NA+      |
| 16  | Carlos Gimeno Gurpegui                  |       | PSN-PSOE |
| 17  | Laura Aznal Sagasti                     |       | EH Bildu |
| 18  | Mikel Buil García                       |       | Podemos  |
| 19  | Jorge Esparza Garrido                   |       | NA+      |
| 20  | María Roncesvalles Solana Arana         |       | GBai     |
| 21  | Ainhoa Unzu Gárate                      |       | PSN-PSOE |
| 22  | Iñaki Iriarte López                     |       | NA+      |
| 23  | Javier García Jiménez                   |       | NA+      |
| 24  | Maiorga Ramírez Erro                    |       | EH Bildu |
| 25  | Manuel Ayerdi Olaizola                  |       | GBai     |
| 26  | Bernardo Ciriza Pérez                   |       | PSN-PSOE |
| 27  | María Isabel García Malo                |       | NA+      |
| 28  | Pedro José González Felipe              |       | NA+      |
| 29  | María Luisa de Simón Caballero          |       | I-E(n)   |
| 30  | Nuria Medina Santos                     |       | PSN-PSOE |
| 31  | Patricia Perales Hurtado                |       | EH Bildu |
| 32  | Pablo Azcona Molinet                    |       | GBai     |
| 33  | Alberto Bonilla Zafra                   |       | NA+      |
| 34  | Raquel Garbayo Berdonces                |       | NA+      |
| 35  | Antonio Javier Lecumberri Urabayen      |       | PSN-PSOE |
| 36  | Isabel Aramburu Bergua                  |       | GBai     |
| 37  | Juan Luis Sánchez de Muniáin Lacasia    |       | NA+      |
| 38  | Miren Aranoa Astigarraga                |       | EH Bildu |
| 39  | Ainhoa Aznárez Igarza                   |       | Podemos  |
| 40  | María Aranzazu Biurrun Urpegui          |       | PSN-PSOE |
| 41  | Miguel Bujanda Cirauqui                 |       | NA+      |
| 42  | Mikel Asiain Torres                     |       | GBai     |
| 43  | Isabel Olave Ballarena                  |       | NA+      |
| 44  | Domingo González Martínez               |       | EH Bildu |
| 45  | Carlos Mena Blasco                      |       | PSN-PSOE |
| 46  | Francisco Pérez Arregui                 |       | NA+      |
| 47  | Jabi Arakama Urtiaga                    |       | GBai     |
| 48  | María Elena Llorente Trujillo           |       | NA+      |
| 49  | Patricia Fanlo Mateo                    |       | PSN-PSOE |
| 50  | Ángel Ansa Echegaray                    |       | NA+      |

## Elección e investidura de la Presidencia del Gobierno de Navarra
| Candidata     | Fecha                                                   | Voto  |    |    |   |   |   |   | Total |
| ------------- | ------------------------------------------------------- | ----- | -- | -- | - | - | - | - | ----- |
| María Chivite | 1 de agosto de 2019 Mayoría requerida: Absoluta (26/50) | Sí    |    | 11 | 9 |   | 2 | 1 | 23/50 |
| María Chivite | 1 de agosto de 2019 Mayoría requerida: Absoluta (26/50) | No    | 20 |    |   | 7 |   |   | 27/50 |
| María Chivite | 1 de agosto de 2019 Mayoría requerida: Absoluta (26/50) | Abst. |    |    |   |   |   |   | 0/50  |
| María Chivite |                                                         |       |    |    |   |   |   |   |       |
| María Chivite | 2 de agosto de 2019 Mayoría requerida: Simple           | Sí    |    | 11 | 9 |   | 2 | 1 | 23/50 |
| María Chivite | 2 de agosto de 2019 Mayoría requerida: Simple           | No    | 20 |    |   | 2 |   |   | 22/50 |
| María Chivite | 2 de agosto de 2019 Mayoría requerida: Simple           | Abst. |    |    |   | 5 |   |   | 5/50  |